# Memorial Van Damme 2021
Il Memorial Van Damme 2021 è la 45ª edizione dell'omonimo meeting di atletica leggera, che si disputa allo Stadio Re Baldovino di Bruxelles, il 1 e il 3 settembre 2021. Il meeting è la dodicesima tappa del circuito World Athletics della Diamond League 2021.

## Programma[1]

### Giorno 1
| # | Orario | Specialità       |
| - | ------ | ---------------- |
| 1 | 17:30  | Lancio del disco |

| # | Orario | Specialità       |
| - | ------ | ---------------- |
| 1 | 16:00  | Lancio del disco |

### Giorno 2
| # | Orario | Specialità       |
| - | ------ | ---------------- |
| 1 | 19:20  | Salto con l'asta |
| 2 | 19:39  | 800 m            |
| 3 | 20:03  | 400 m            |
| 4 | 20:23  | 100 m            |
| 5 | 20:40  | Salto in lungo   |
| 6 | 21:13  | 1500 m           |
| 7 | 21:38  | 400 m ostacoli   |

| # | Orario | Specialità     |
| - | ------ | -------------- |
| 1 | 19:50  | Salto in alto  |
| 2 | 20:11  | Miglio         |
| 3 | 20:30  | 5000 m         |
| 4 | 20:56  | 100 m ostacoli |
| 5 | 21:04  | 200 m          |
| 6 | 21:51  | 800 m          |

     Specialità valide per la Diamond League

## Risultati

### Uomini
| Specialità       |                   | Prestazione | 2º classificato | Prestazione | 3º classificato  | Prestazione |
| 100 m            | Fred Kerley       | 9"94        | Trayvon Bromell | 9"97        | Michael Norman   | 9"98        |
| 400 m            | Michael Cherry    | 44"03       | Kirani James    | 44"51       | Isaac Makwala    | 44"83       |
| 1500 m           | Stewart McSweyn   | 3'33"20     | Ollie Hoare     | 3'33"79     | Michał Rozmys    | 3'33"96     |
| 400 m ostacoli   | Alison dos Santos | 48"23       | Kyron McMaster  | 48"31       | Yasmani Copello  | 48"45       |
| Salto con l'asta | Armand Duplantis  | 6,05 m      | Chris Nilsen    | 5,85 m      | KC Lightfoot     | 5,85 m      |
| Lancio del disco | Daniel Ståhl      | 69,31 m     | Fedrick Dacres  | 65,17 m     | Kristjan Čeh     | 65,68 m     |
| Salto in lungo   | Steffin McCarter  | 7,99 m      | Ruswahl Samaai  | 7,95 m      | Filippo Randazzo | 7,89 m      |

     Prestazione che stabilisce il nuovo record del meeting.

### Donne
| Specialità       |                    | Prestazione | 2º classificato  | Prestazione | 3º classificato   | Prestazione |
| 200 m            | Christine Mboma    | 21"84       | Shericka Jackson | 21"95       | Dina Asher-Smith  | 22"04       |
| 800 m            | Natoya Goule       | 1'58"09     | Keely Hodgkinson | 1'58"16     | Jemma Reekie      | 1'58"77     |
| Miglio           | Sifan Hassan       | 4'14"74     | Axumawit Embaye  | 4'21"08     | Linden Hall       | 4'21"38     |
| 5000 m           | Francine Niyonsaba | 14'25"34    | Ejgayehu Taye    | 14'25"63    | Hellen Obiri      | 14'26"23    |
| 100 m ostacoli   | Nadine Visser      | 12"69       | Tobi Amusan      | 12"69       | Megan Tapper      | 12"77       |
| Salto in alto    | Jaroslava Mahučich | 2,02 m      | Marija Lasickene | 2,00 m      | Nicola Olyslagers | 2,00 m      |
| Lancio del disco | Yaimé Pérez        | 66,47 m     | Valarie Allman   | 64,25 m     | Sandra Perković   | 65,14 m     |